# Georges Sorel (commerce)
Pour les articles homonymes, voir Sorel.
Ne pas confondre avec Georges Sorel (1847–1922), le philosophe et sociologue français
Georges Sorel, né le 10 août 1948 dans le 4e arrondissement de Lyon, est une personnalité française du monde du commerce.

## Carrière

### Carrière professionnelle
De 1966 à 1978, il est représentant puis adjoint de direction à la société Lorraine des Produits Métallurgiques (groupe USINOR).
De 1978 à 2010, il est créateur et dirigeant de papeteries à Lyon.

### Carrière associative

#### EOVI MCD Mutuelle
Le 28 juin 2014, Georges Sorel a été élu administrateur du groupe mutualiste Eovi Mcd Mutuelle et le 9 septembre 2014 il a été élu à la Présidence du Conseil Territorial Rhône-Alpes d'Eovi-Mcd Mutuelle. Depuis le deuxième semestre 2014, Georges Sorel est administrateur de la Mutualité Française du Rhône.

#### Fédération Française des Associations de Commerçants
Il a présidé, du 24 juin 2008 au 19 janvier 2015 la FFAC (Fédération Française des Associations de Commerçants), la plus ancienne fédération nationale représentant le commerce de proximité en milieu rural et urbain. Depuis le 20 janvier 2015 il est vice-président chargé du Secrétariat Général de cette fédération nationale. Selon l'Insee, en 2008, il existe en France environ 6 000 associations de commerçants. De même, 600 000 commerces peuvent être qualifié de commerces de proximité. Ce secteur emploie 1,2 million de salariés.
Il est membre du Conseil du Commerce de France depuis février 2007.
En 2009, Georges Sorel est l’un des membres fondateurs de OPMEC qui a pour objectif d’optimiser l’éclairage des commerces en France dans le respect des principes du Développement Durable.
Depuis sa nomination en mai 2009 par Hervé Novelli, le secrétaire d’État au Commerce et à l’Artisanat, Georges Sorel siège à la Commission d’Orientation du Commerce de Proximité, qui résulte du vote de la Loi de modernisation de l'économie (LME) en 2008. Dans ce cadre, il préside la sous-commission chargée des bonnes pratiques.

#### Fédération et Associations de Commerçants de Lyon7e
À partir de 1992, il a présidé successivement sur Lyon la Fédération des Associations de Commerçants de Lyon 7e, l’association Lyon Commerce Proximité. De 2008 à 2011, il a présidé l'Association de Développement du Commerce de Lyon 7e (ADC7). Depuis 2011, il est le président de l'association de management de centre-ville « Lyon 7 Rive Gauche » qui regroupe les acteurs publics (Etat, Grand Lyon, Ville de Lyon, Mairie du 7e arrondissement, CCI de Lyon, CMA du Rhône) et privés (associations de commerçants, spécialiste de l'immobilier commercial, Association des Chinois d'Outre-Mer, Banque Populaire, Eovi, OPMEC...) du 7e arrondissement de Lyon.
Il est membre du Conseil du Commerce de France depuis février 2007.

#### Coupe du Monde 1998
De novembre 1997 à décembre 1998, il a été vice-président du collectif national des villes accueillant la Coupe du monde de football de 1998.

#### CCI de Lyon
Il a été membre associé de la CCI de Lyon de 2000 à 2004.

### Carrière politique
Georges Sorel a été élu, sous la mandature de Gérard Collomb de 2001 à 2008, Conseiller Municipal délégué au Commerce et à l’Artisanat chargé de l’urbanisme commercial de la ville de Lyon. Il est en outre durant cette période adjoint au Commerce à la Mairie du 7e Arrondissement de Lyon.
Il a également été colistier de Raymond Barre lors des élections municipales de 1995 à Lyon. Il figurait comme candidat sur la liste du 7e Arrondissement conduite par Christian Philip.

## Récompenses
Par décret en date du 14 novembre 2013, Georges Sorel a été nommé dans l'ordre national du Mérite au grade de chevalier sur proposition du ministère du Commerce et de l'Artisanat.
- Chevalier de l'ordre national du Mérite
- Président du conseil territorial Rhône Alpes Eovi MCD Mutuelle
- Vice-président de la Fédération française des associations de commerçants
- Président de l'Association de management de centre-ville Lyon 7 Rive Gauche
- Administrateur de la Mutualité française du Rhône
- Membre du Conseil du commerce de France

## Vie privée
Il est marié et a un enfant.